# أندرو بريان
أندرو بريان (31 يوليو 1964 في المملكة المتحدة - ) (بالإنجليزية: Andrew Bryan)‏ هو لاعب كريكت بريطاني. لعب مع نادي مقاطعة ستافوردشاير للكريكت ‏.